# Halliburton
Halliburton Company är ett amerikanskt bolag som utför servicetjänster för petroleumindustrin. Bolaget rankas som världens tredje största i sin bransch, och har verksamhet i mer än 70 länder samt 55 000 anställda. Bolaget tillhandahåller bland annat konsulttjänster som prospektering och beräkning kring petroleumfyndigheter, borrutrustningar samt pumpsystem.
Mellan år 1995 och 2000 arbetade USA:s före detta vicepresident Dick Cheney som VD för Halliburton. Hans engagemang i Halliburton har blivit omdebatterat, då det ifrågasatts om hans politiska bana gagnade företaget.
Under tiden USA styrde Irak var Halliburton det enda bolag som fick uppdrag i Irak inom oljeindustrin samt logistik åt försvarsmakten. Bolaget debiterade uppdragsgivarna för cirka 7 miljarder dollar.
Aktien steg med cirka 3 000 procent under perioden då Dick Cheney var USA:s vicepresident.

## Fracking
Halliburton ligger bakom en metod för olje- och gasutvinning som heter fracking, där man med högt tryck pressar ner vatten och kemikalier i oljeborrhålet för att effektivare bryta sig fram till fyndigheter.
Vilka kemikalier man pumpar ner är en företagshemlighet, men miljöprover har visat spår på bensen, toluen, etylbensen och xylen.
Tekniken är ifrågasatt då den skapar föroreningar i grund- och dricksvatten. Tekniken var förbjuden fram till 2005, men dåvarande vicepresident Dick Cheney, som aktivt arbetade för avregleringar, gav olje- och gasutvinningstekniken grönt ljus. Beslutet har i amerikansk press kallats Halliburton Loophole.

## Nigeria
Nio höga chefer på Halliburton, däribland förre VD:n Dick Cheney åtalades av myndigheterna i Nigeria under 2010.
Myndigheterna utfärdade även en internationell efterlysning genom Interpol. 
Enligt åtalet skall ledningen ha varit ytterst ansvariga för ett mutbrott på minst 180 miljoner dollar vid tecknandet av ett kontrakt på naturgas värt 6 miljarder dollar några år tidigare. Flera inblandade har erkänt. 
En nigeriansk talesman meddelade senare att en förlikning på totalt 250 miljoner dollar förhandlats fram.

## FyndighetenMacondo

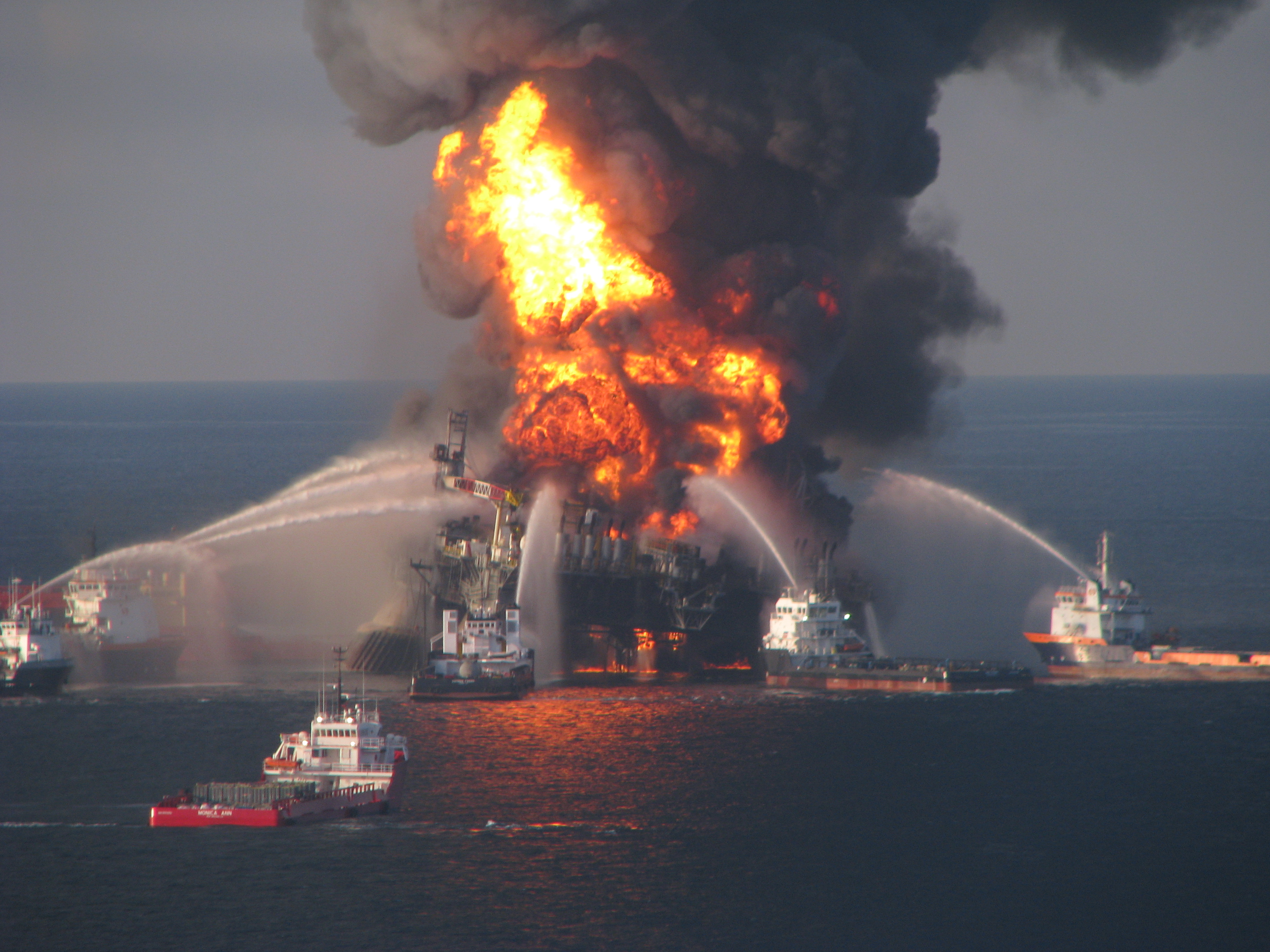
Katastrofen 2010

Oljeutsläppet i Mexikanska golfen 2010 räknas som ett av de större i världen, och borrhålets ägare BP tvingades av amerikanska staten att fondera 42 miljarder dollar för saneringskostnader, bidrag till fisk- och turistnäringen m.m. Explosionen orsakades av att man borrade in i en ficka med mycket högt tryck, varefter man fick en blowout dvs. ett okontrollerat utsläpp av olja och gas.
Halliburton hade uppdraget att bygga en cementplatta på sjöbotten över borrhålet, samt att installera övertycksventiler.
Företaget Transocean ägde och skötte själva oljeriggen på havsytan, vilken sjönk till botten efter den våldsamma explosionen och branden.  
BP har i domstol försökt stämma Halliburton på samtliga 42 miljarder, för att deras konstruktion inte uppfyllde sitt syfte, att förhindra just en blowout.
Vidare har BP hävdat att Halliburton har förstört bevis i form av mätningar, beräkningar samt provtagningar från konstruktionen.
Halliburton har bestridit anklagelserna, och amerikansk domstol har avslagit stämningen, i brist på bevis. Domstolen har dock meddelat att Halliburton hade varit ”grovt oaktsamma”.
Hela projektet ansågs som ett högriskprojekt, då borrhålet var på mycket djupt vatten, (1 522 meter).
Det visade sig senare att mätningar och säkerhet har haft en väldigt låg prioritet i hela projektet, ett resultat av år med avregleringar enligt amerikansk press.

## Sammangående med Baker Hughes Incorporated
Den 13 november 2014 bekräftade konkurrenten och världens tredje största serviceföretag Baker Hughes Incorporated att man hade accepterat en förfrågan om att bli fusionerad med Halliburton och att man hade inlett förhandlingar. Den 18 november blev det offentligt att förhandlingarna var lyckade och att Baker Hughes ska fusioneras med Halliburton till ett värde av $34,6 miljarder. Företagen meddelade att fusionen beräknas medföra att det sammanslagna bolaget sparar minst $2 miljarder årligen på grund av synergieffekter. Skulle fusionen bli slutförd så skulle det gemensamma företaget gå om konkurrenten Schlumberger Limited som världens största företag i den aktuella branschen. Fusionen beräknas bli officiellt slutförd i andra halvan av 2015. Den 1 maj 2016 meddelade parterna att man skulle avbryta fusionen och Halliburton blev tvungna att betala $3,5 miljarder i straffavgift till Baker Hughes för den fallerade affären.